# Remilly-sur-Lozon
Remilly-sur-Lozon is een voormalige gemeente in het Franse departement Manche in de regio Normandië en telt 695 inwoners (2017). De plaats maakt deel uit van het arrondissement Saint-Lô.

## Geschiedenis
Remilly-sur-Lozon maakte deel uit van het kanton Marigny tot dat op 22 maart 2015 werd opgeheven en werd Remilly-sur-Lozon opgenomen in het op die dag gevormde kanton Saint-Lô-1. Op 1 januari 2017 fuseerde de gemeente met Le Mesnil-Vigot en Les Champs-de-Losque tot de commune nouvelle Remilly Les Marais, waarvan Remilly-sur-Lozon de hoofdplaats werd.

## Geografie
De oppervlakte van Remilly-sur-Lozon bedraagt 9,6 km², de bevolkingsdichtheid is 63,9 inwoners per km².
De onderstaande kaart toont de ligging van Remilly-sur-Lozon met de belangrijkste infrastructuur en aangrenzende gemeenten.

## Demografie
Onderstaande figuur toont het verloop van het inwonertal (bron: INSEE-tellingen).